# Aproceros leucopoda

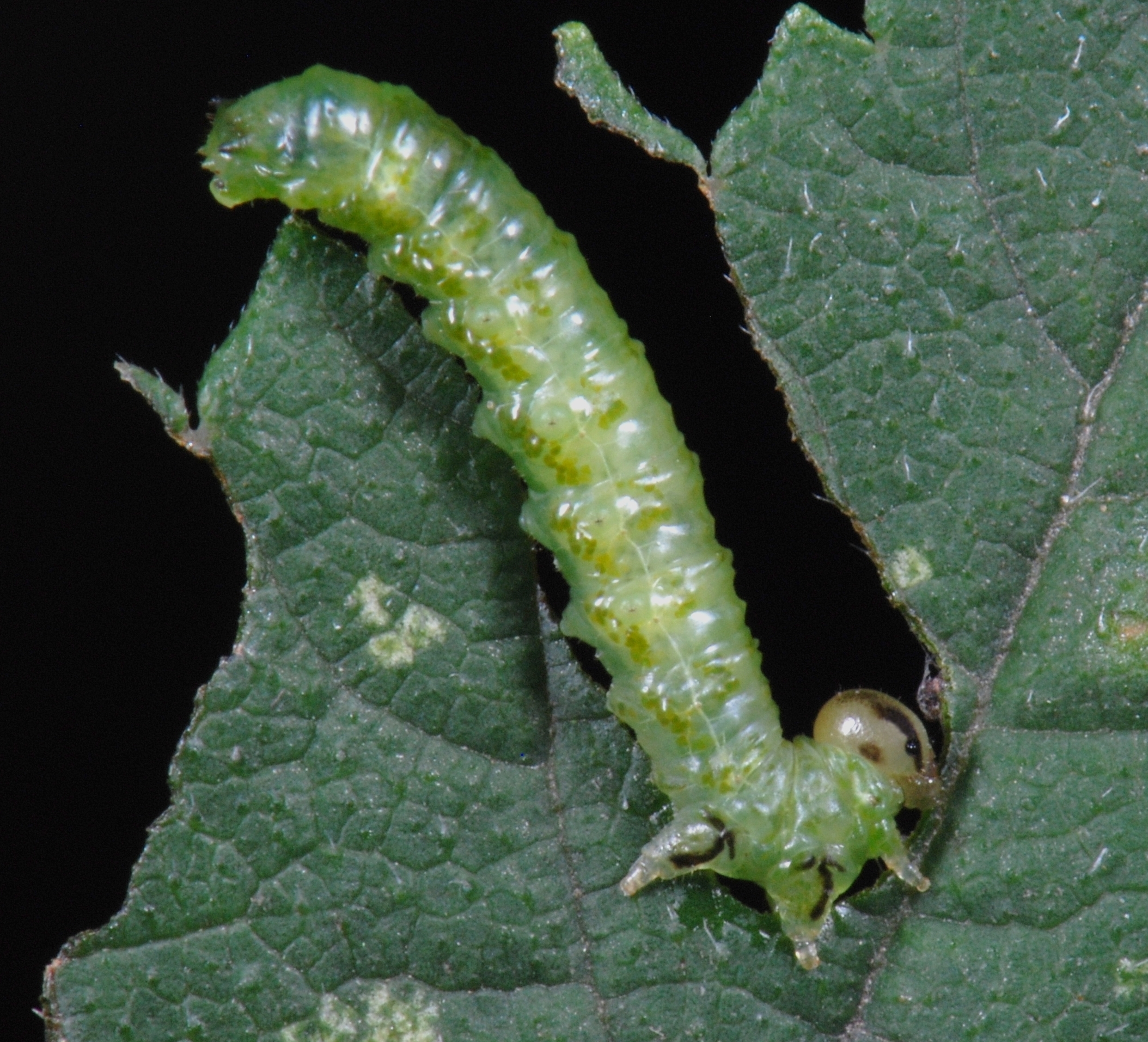
Bild 1: Larve von Aproceros leucopoda

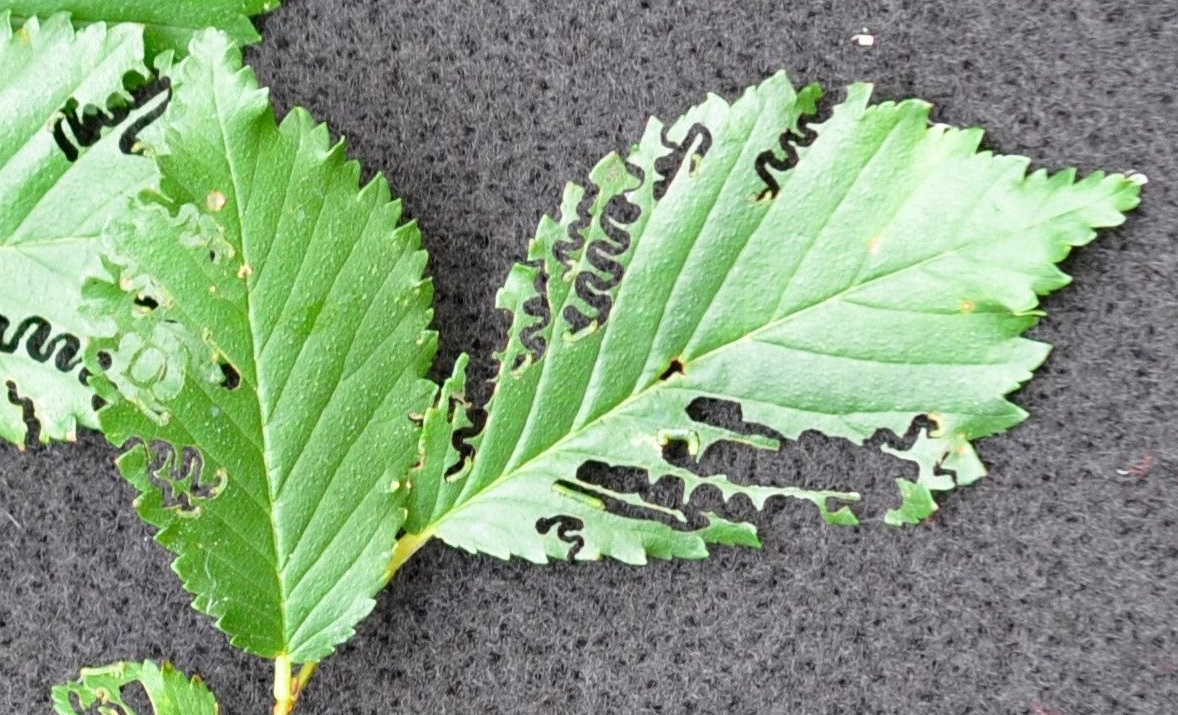
Bild 2: Fraßspuren von Aproceros leucopoda an Ulmenblättern

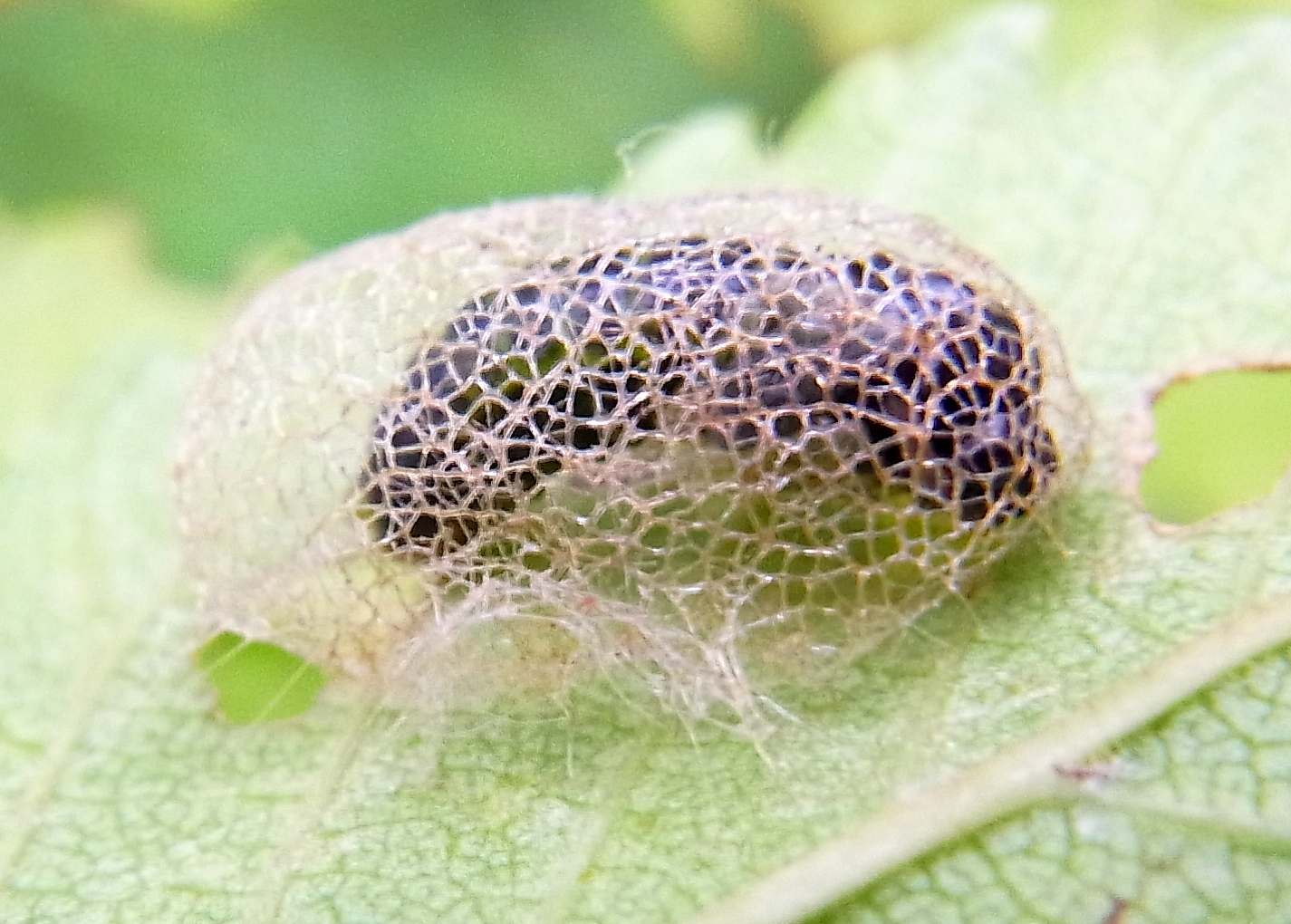
Bild 3: Netzartiger Kokon der Sommergeneration mit Puppe auf Blattunterseite

Aproceros leucopoda ist eine Pflanzenwespe aus der Familie der Bürstenhornblattwespen (Argidae). Sie ist ursprünglich in Ostasien beheimatet und frisst als Larve an Ulmenblättern. Im 2003 wurde sie erstmals im Süden Polens und im Norden Ungarns gefunden. Bis 2010 hatte sie sich von der Ostukraine bis Italien und von Rumänien bis Warschau ausgebreitet. 2011 wurde Aproceros leucopoda erstmals in Deutschland bei Passau nachgewiesen. 2013 und 2014 wurde sie in Berlin, Brandenburg, Mecklenburg-Vorpommern, Sachsen und Sachsen-Anhalt, Belgien und den Niederlanden gefunden, 2015 in Bulgarien und Lettland. Aproceros leucopoda wird von Forstschutzexperten als eine invasive Art angesehen, die die europäischen Ulmenpopulationen schädigt.
Das Senckenberg Deutsche Entomologische Institut rief 2013 und 2015 in Pressemeldungen Bürger dazu auf, ihre Funde oder Beobachtungen zu melden. Hierfür genügt die Zusendung eines Fotos des charakteristischen, zickzackförmigen Fraßspuren an Ulmenblättern (Bild 2). Die Daten werden gesammelt und der Öffentlichkeit zur Verfügung gestellt. Diese Form von Citizen Science oder Bürgerwissenschaft hilft den Entomologen am SDEI, einen schnellen Überblick über die derzeitige Verbreitung von A. leucopoda in Deutschland zu gewinnen.
Entsprechend der Fraßspuren ihrer Larve wird A. leucopoda umgangssprachlich als Zickzack-Blattwespe oder Zickzack-Ulmenblattwespe bezeichnet (Bild 2). Die ebenfalls verwendeten Namen Asiatische oder Japanische Ulmenblattwespe sind irreführend, da auch weitere einheimische und ostasiatische Pflanzenwespenarten an Ulmen fressen wie zum Beispiel Cladius rufipes Serville, 1823 (früher auch Priophorus oder Trichiocampus rufipes oder T. ulmi genannt; Tenthredinidae). 

## Merkmale
Wie bei den anderen Arten der Argidae besteht der Fühler aus zwei kleinen Grundgliedern und einem sehr langen Endglied. Die Weibchen sind etwa 6 mm lang, besitzen einen dunklen Körper, weiße Beine und bräunlich durchscheinende Flügel (siehe auch Abbildung in ). Die Art weist einen Saisondimorphismus auf: Tiere der Sommergenerationen sind bräunlich und haben einen kürzeren Kopf als die schwarzen Tiere der Wintergeneration. Männchen sind nicht bekannt.  
Die bis zu 10 mm lange Larve ist grün gefärbt (Bild 1). Die Kopfkapsel ist seitlich dunkel gestreift, auf dem 2. und 3. Beinpaar befindet sich seitlich ein T-förmiger Makel, die mittleren Segmente des Abdomens tragen seitlich rundliche Aufsätze und das Ende des Abdomens zwei dunkle, kurze Fortsätze.

## Larvale Futterpflanzen
Aproceros leucopoda befällt alle einheimischen Ulmenarten: Bergulme (Ulmus glabra), Feldulme (U. minor) (einschließlich U. minor var. suberosa, U. minor 'Webbiana'), Flatterulme (U. laevis), Hybride wie U. minor x glabra und Kultivare wie U. minor 'Sarniensis'. Ulmus laevis wird gegenüber U. glabra und U. minor nur selten befallen. Weitere Ulmenarten wurden als Forst- oder Zierbäume nach Europa eingeführt und hier kultiviert, von denen zumindest Sibirische Ulme (U. pumila und U. pumila var. arborea) befallen wird. Auch die Resista® Hybrid-Ulmen (Ulmus 'New Horizon', U. 'Rebona', U. 'Regal') werden befallen. Diese Komplexhybriden wurden als resistente Sorten gezüchtet, um dem sogenannten, durch Pilze hervorgerufenen Ulmensterben in Europa zu begegnen. Für Ostasien wurden als larvale Futterpflanzen U. davidiana und U. japonica bekannt. Das Vorkommen von A. leucopoda an U. laciniata ist fraglich.

## Verbreitung
Aproceros leucopoda wurde 1939 von der japanischen Insel Hokkaidō beschrieben und später auch auf Honshū und in der zentralchinesischen Provinz Gansu nachgewiesen. Berichte aus Ostsibirien sind noch zu überprüfen.
In Europa wurde die eingeschleppte Art erstmals im Jahr 2003 in Polen und in Ungarn nahe der Slowakei gefunden. Aus Rumänien gibt es erste Meldungen aus dem Jahr 2005 aus Dulceşti und aus dem Jahr 2006 aus dem Banat. 2006 trat die Blattwespe in der Oblast Luhansk im Osten der Ukraine erstmals auf, 2007 auch in der Slowakei am Fuße des Vihorlat. Seit 2009 gibt es auch Berichte aus Österreich, wo die Art im Naturschutzgebiet Lobau und in Gemeinden in Niederösterreich entlang der Donau und der Westbahnstrecke bis Sankt Pölten vorkommt. Im Nordosten Italiens wurde sie 2009–2010 an vielen Stellen festgestellt, 2011 auch in Slowenien. Der erste deutsche Nachweis (bei Passau) stammt aus dem Jahr 2011, erste Nachweise aus Nordostdeutschland (Berlin, Brandenburg, Mecklenburg-Vorpommern, Sachsen, Sachsen-Anhalt), Belgien und den Niederlanden, von in den Jahren 2013–2014, aus Bulgarien und Lettland im Jahr 2015.
Aproceros leucopoda wurde möglicherweise mit Pflanzmaterial von Ostasien nach Europa eingeschleppt, das mit Larven oder Kokons kontaminiert war. In Europa lässt sich kein Zentrum oder eine bestimmte Richtung feststellen, von dem aus sich A. leucopoda verbreitet. In relativ kurzen Zeitabständen trat sie punktuell in weit voneinander entfernten Gebieten in Europa auf. Auf der Basis der bis Mitte 2014 bekannten Verbreitung wurde eine aktive Ausbreitungsgeschwindigkeit von 45–90 km/Jahr geschätzt. Die Nachweise im Jahr 2013 aus Belgien und aus den Niederlanden beruhen vermutlich auf passiver Verbreitung.

## Lebensweise
Aproceros leucopoda produziert bis zu vier Generationen pro Jahr. Imagines erscheinen Mitte bis Ende Mai, im frühen Juli bis Mitte Juli, im frühen August und im frühen September. Die Sommergenerationen haben einen sehr kurzen Lebenszyklus. Der Kokon, in dem sich die Larven verpuppen, wird direkt an die Blätter der Wirtspflanze geheftet. Er ist im Gegensatz zu den Kokons der Wintergeneration viel weniger dicht gesponnen (Bild 3). Bereits 4–7 Tage nach der Kokonbildung kann die neue Blattwespengeneration ausschlüpfen. Die überwinternden Kokons der letzten Generation sind fest gesponnen und überwintern am Boden oder in der Streu. Einzelne überwinternde Kokons werden bereits ab Juni, gemeinsam mit denjenigen der Sommergeneration, abgelegt.
Die Art vermehrt sich ausschließlich parthenogenetisch: Männchen fehlen und aus den unbefruchteten Eiern entwickeln sich wieder Weibchen. Die Eier werden in die Spitzen des gesägten Blattrandes von Ulmen gelegt. Von dort aus fressen die jungen Larven eine zickzackförmige Fraßspur in Richtung Blattmittelrippe. Ältere Larven fressen das gesamte Blatt bis auf die Mittelrippe, so dass Aproceros leucopoda befallene Ulmen komplett entlauben kann.

## Taxonomie und Systematik
Die Familie der Bürstenhornblattwespen umfasst rund 900 Arten, die Gattung Aproceros etwa 10 Arten, die alle in Ostasien heimisch sind. Die verwandte Gattung Aprosthema ist mit zahlreichen Arten ebenfalls in Mitteleuropa einheimisch.
Der Artname leucopoda bedeutet „weißbeinig“ und deutet auf die auffällig hellen Beine der Blattwespe hin.